# Черногория
Черного́рия (черног. Црна Гора / Crna Gora [t͡sŗːnaː ɡǒra]) — государство в Юго-Восточной Европе, на западе Балканского полуострова. Наименьшее по площади и по населению среди славянских государств, а также среди стран Балканского полуострова (без учёта частично признанного Косова).
С юго-запада омывается Адриатическим морем, имеет сухопутные границы с Хорватией на западе, Боснией и Герцеговиной — на северо-западе, Сербией — на северо-востоке, с частично признанной Республикой Косово — на востоке и с Албанией — на юго-востоке.
До провозглашения полной независимости 3 июня 2006 года страна была частью конфедеративного Государственного Союза Сербии и Черногории, занимая 13,5 % его совокупной территории. В 2010 году приобрела официальный статус страны — кандидата в члены Евросоюза. С 2017 года — член НАТО. Использует евро, не входя в Еврозону.
Одна из столиц и крупнейший город — Подгорица. Исторической и культурной столицей Черногории является город Цетине.
Государственный язык — черногорский.

## Этимология

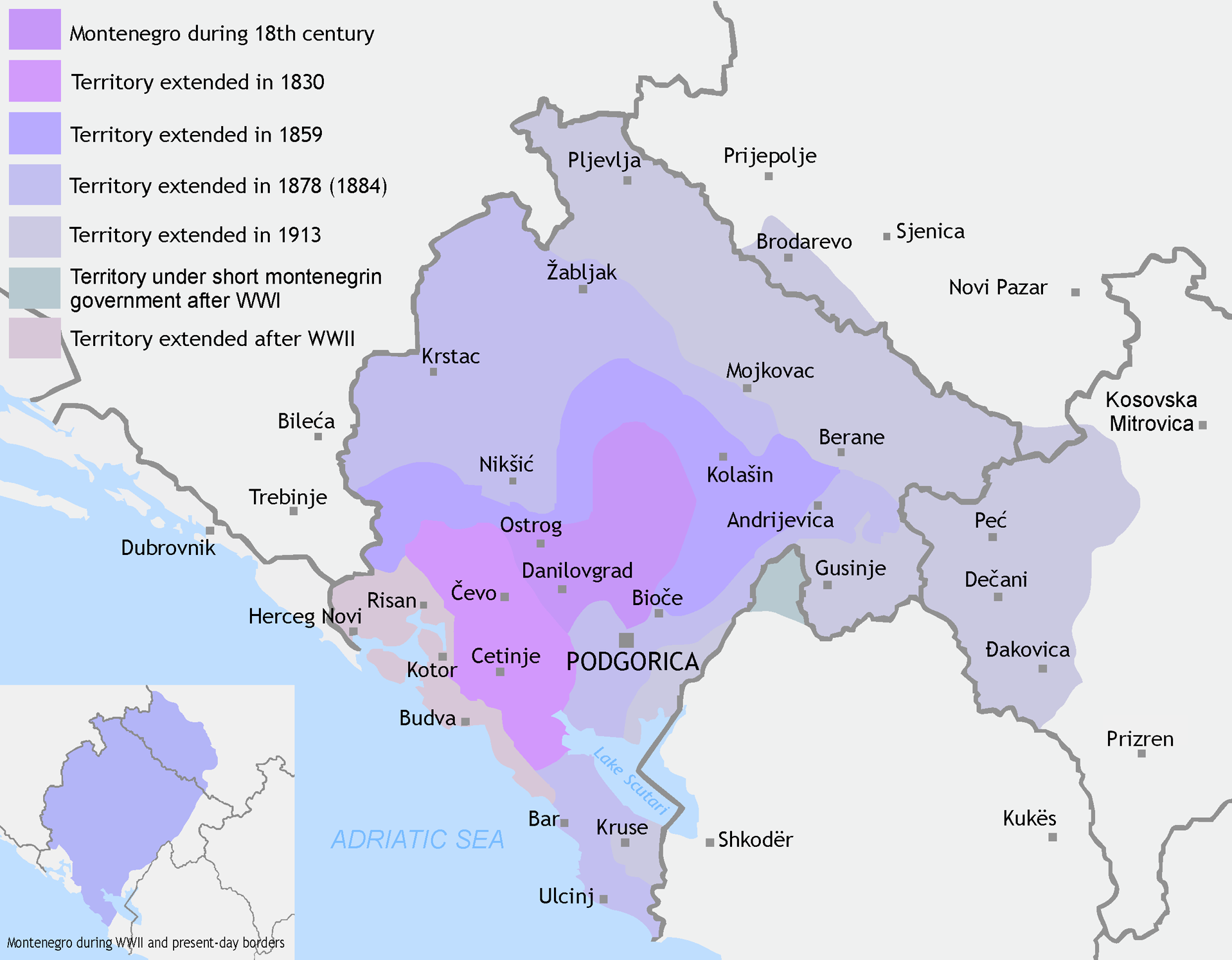
Изменение территории Черногории (1830—1944)

Название страны происходит от сербского Црна Гора, что буквально означает «Чёрная гора» и происходит от вида горы Ловчен, покрытой густыми хвойными вечнозелёными лесами.
Черногорское Црна Гора обозначало бо́льшую часть современной Черногории в XV веке. Первоначально оно относилось только к маленькой полосе земли, где жило племя паштровичи, но впоследствии стало использоваться для обозначения более широкого горного района, где правила династия Черноевичей.
Код ISO альфа-2 для Черногории — ME и код ISO альфа-3 — MNE.

## Географические данные

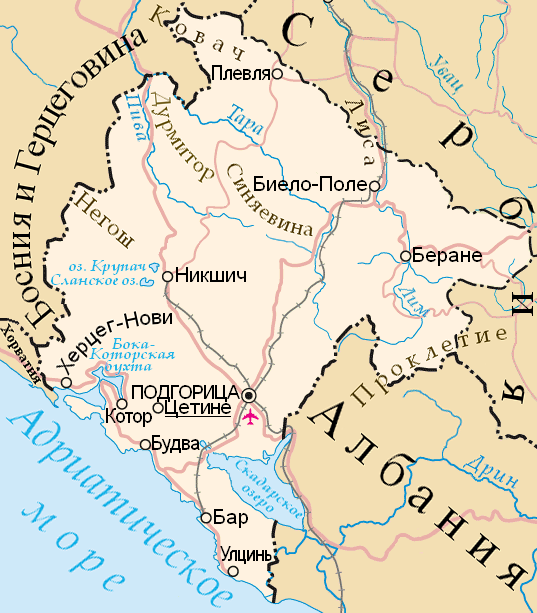
Карта Черногории

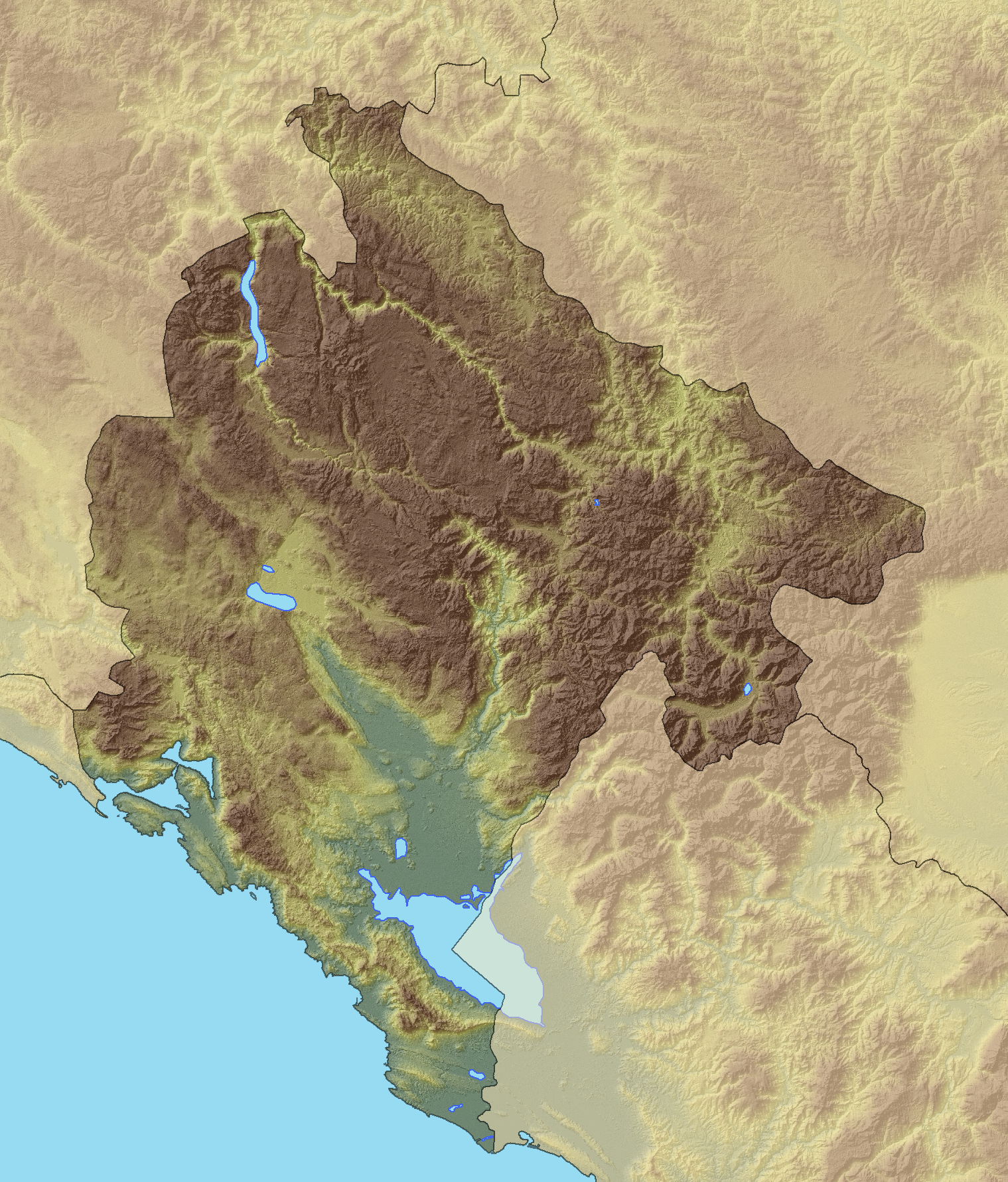
Физическая карта Черногории

Территорию страны можно условно разделить на три части: побережье Адриатического моря, относительно равнинная центральная часть, на которой расположены два её крупнейших города: Подгорица и Никшич, и горные системы востока страны.
Черногория граничит с Сербией на востоке и северо-востоке, с Хорватией и Боснией и Герцеговиной на западе и северо-западе, с Косово на востоке и с Албанией на юго-востоке. На юго-западе Адриатическое море отделяет страну от Италии. Сухопутные границы Черногории составляют 625 км, длина побережья — 293,5 км.

### Рельеф
Большую часть Черногории занимает Динарское нагорье (массивы Биоч, Дурмитор — высота до 2522 м, Проклетие и другие), расчленённое речными долинами и каньонами. Высшая точка страны ― гора Боботов-Кук, высота которой составляет 2522 метра. Каньон реки Тары является самым глубоким в Европе (1300 м). В горных массивах местами встречаются формы альпийского типа рельефа. Юго-запад страны (территория Старой Черногории) представлен закарстованными плато с польями, карстовыми воронками и пещерами. Вдоль северного берега озера Шкодер и побережья Адриатического моря располагаются районы с равнинным рельефом. В береговой линии Адриатического моря располагаются, преимущественно, гористые, абразионные берега. Выделяется Которский залив.

### Геология
Территория страны расположена внутри Средиземноморского складчатого пояса (Динарская складчато-покровная система). Юго-запад сложен осадочными толщами палеозоя, мезозоя и палеогена: известняками и флишем. Северо-восток Черногории сложен покровами офиолитов (Юрский период), известняков (Меловой период) и гранитоидов. Страна находится внутри территории с высокой сейсмичностью, в особенности сейсмически активна область вдоль береговой линии Адриатики.
Полезные ископаемые Черногории ― бокситы (месторождения — Заград, Кутско-Брдо — в центральной части, к востоку от города Никшич), медно-свинцово-цинковые серебросодержащие руды (Брсково, Вишница, Жута-Прла — на северо-востоке, близ города Мойковац), бурый уголь (Плевлянский бассейн на севере), мрамор, природные строительные материалы. Шельф Адриатического моря перспективно нефтегазоносен (Адриатический бассейн).

### Гидрология

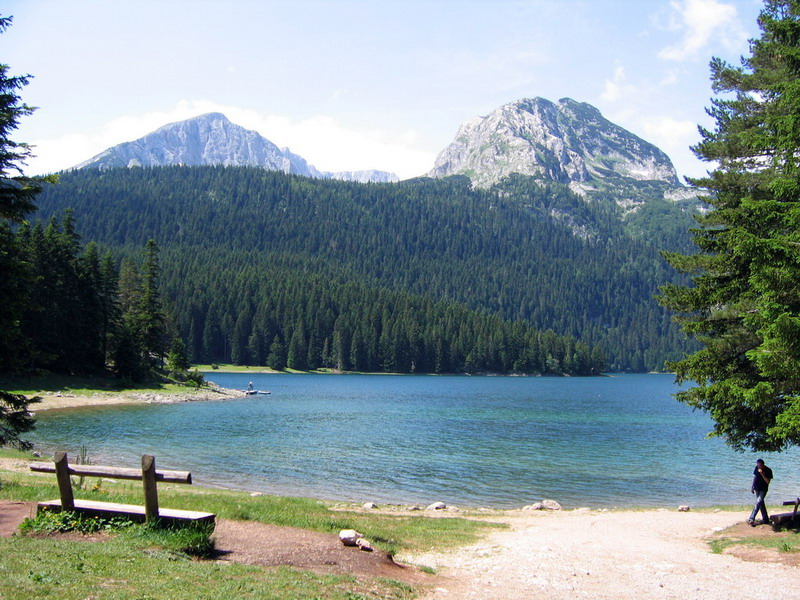
Црно-Езеро

Больше половины территории страны относится к рекам бассейна Дуная (к примеру, реки Лим и Тара). Остальная часть относится к бассейну Адриатического моря (например, река Морача). Черногории принадлежит 60 % акватории озера Шкодер. В горной части страны расположены многочисленные озёра карстового и горно-ледникового (например, Црно-Езеро) происхождения. На территории Черногории также располагаются водохранилища общим объёмом 1 км³ для нужд гидроэнергетики.
Возобновляемые водные ресурсы в основном формируются в пределах Черногории. По состоянию на 2010 год ежегодный водозабор составил 160 млн м³, из них 60 % было расходовано на коммунально-бытовые нужны, 39 % было потреблено промышленными предприятиями, 1 % был использован в сельскохозяйственном комплексе.

### Растительный и животный мир
По состоянию на 2015 год 68,4 % территории страны занимают леса. Наиболее покрыты лесом среднегорья севера Черногории, где до высоты 1,8 км распространены буковые и хвойные леса, состоящие в основном из пихты белой и ели европейской, в горном массиве Дурмитор сохранились участки произрастания сосны чёрной. На побережье Которского залива встречаются леса из каштана посевного. Вдоль береговой линии Адриатического моря произрастают леса средиземноморского типа, в частности, из дуба каменного. Растительность карстовых плато представлена кустарниками и низкодревесными видами (граб восточный, дуб пушистый, хмелеграб). На Динарском нагорье произрастает сосна горная, на вершинах наиболее высоких гор развиты альпийские растения. 7 % от общего числа видов сосудистых растений страны (3250 штук) эндемичны.
На территории Черногории обитает 65 видов млекопитающих. В гористой местности на севере обитают бурый медведь, обыкновенная рысь, благородный олень и др. Адриатическое побережье расположено на путях миграции птиц (так, 204 из встречающихся в стране 330 видов птиц гнездятся в Черногории), таких как малый баклан, кудрявый пеликан и др. Среди пресмыкающихся и земноводных встречается множество эндемичных и реликтовых видов (к примеру, европейский протей является эндемиком Динарского нагорья); наибольшее их количество обитает на горных массивах Ловчен и Проклетие, а также на Скадарском озере.
В горных регионах страны распространены бурые почвы, в то время как на остальной части Черногории преобладают дерново-карбонатные почвы.

### Климат
Основная часть территории страны расположена в умеренном климате, область побережья Адриатического моря расположена в субтропическом средиземноморском климате, который характеризуется тёплой влажной зимой и жарким сухим летом. В горной части Черногории средние температуры января составляют −5 ― +1,5 °C, июля ― +14 ― +20 °C. На юго-востоке и береговой линии средние температуры января варьируются от 5 до 8 °C, июля ― +23 ― +26 °C. Среднегодовое количество осадков составляет 1600—1800 миллиметров в год, у побережья до 3000 миллиметров, у береговой линии Которского залива свыше 4500 миллиметров.

### Экология
Объёмы выбросов кислотообразующих соединений и твёрдых частиц во внешнюю среду страны снизились вследствие успешной экологической политики. Большинство поверхностных вод Черногории находятся в удовлетворительном состоянии. Под национальной охраной находится 350 видов животных (из них 298 видов птиц, 42 вида рептилий и амфибий и 10 видов млекопитающих). Охраняемые природные территории занимают около 10 % территории Черногории (всего свыше 50 штук), в том числе включённый в список Всемирного наследия национальный парк Дурмитор. Озеру Шкодер и галофитным местообитаниям на берегах Которского залива присвоен статус водно-болотных угодий международного значения, которые охраняются в рамках Рамсарской конвенции.
Наибольшую угрозу природе адриатического побережья представляет развитие туристической инфраструктуры в регионе.

## История

### Древний мир
Первый человек на территории современной Черногории появился в среднем плейстоцене. В неолите и энеолите существовали культуры Старчево-кришская, Винча (север современной Черногории), импрессо, данильская, хварская (юго-запад), накованская, люблянская и вучедольская. В конце энеолита и в бронзовом веке территория Черногории подверглась влиянию ямной культуры.
В раннем железном веке в регионе были выстроены социальные структуры, соотносимые с иллирийцами. С IV века до н. э. до III века до н. э. приморские районы Черногории подвергались греческому влиянию. Во второй половине III века до н. э. началась римская экспансия на западе Балканского полуострова, в результате чего данные земли вошли в состав Римской империи. Территория Черногории входила в провинцию Иллирик, затем в Далмацию и с конца III века н. э. ― в Превалитану. В это время были основаны города Ризиний, Бутуа, Ольциний и Диоклея. Во внутренних районах провинции влияние древнеримской культуры было невелико.

### Средневековье

Верхняя и Нижняя Зета в XV веке

С конца V века н. э. земли современной Черногории входили в состав королевства остготов. В 535―536 годах данная территория перешла к Византии. В VII веке регион подвергся славянской колонизации. В первой половине X века территория Черногории была разделена между Травунией (запад), Дуклей (юг) и Византией (северо-восток).
Дукля добилась освобождения от Византии при князе Стефане Воиславе, во второй половине XI века включала в себя большинство сербских земель (в том числе Рашку и Боснию) и вскоре распалась. К 1186 году завершился процесс вхождения земель бывшей Дукли в Рашку, находившейся под правлением династии Неманичей; присоединённый регион получил название Зета. Княжество Зета стало независимым во второй половине XIV века, но уже в 1421 вошло в состав Сербского деспотата. В 1444 году над территорией Зеты был установлен венецианский протекторат. В 1496―1499 регион был захвачен Османской империей и включён в Шкодринский санджак, при этом приморские города (Бар, Улцинь, Котор и Будва) остались под контролем Венецианской республики.

### Новое время
Из земель Шкодринского санджака в 1513 году был выделен Черногорский. В первой половине XVI века в горных районах Черногории утвердился племенной строй путём объединения братств, состоявших из отдельных крупных семей, в племена, которые конкурировали между собой за земельные ресурсы, был распространён обычай кровной мести. Культурным объединителем данных племён стала православная церковь Черногории с центром в Цетинском монастыре. Основой экономики Черногории в этот период стало сезонное скотоводство, было распространено четование (от «чета» ― отряд), заключавшееся в нападениях на соседние народы с целью кражи ресурсов.
В 1697 году митрополитом стал Данило Петрович Негош, который начал объединение черногорских племён и борьбу за освобождение от Османской империи. С 1711 года Черногория начала устанавливать дипломатические отношения с Россией (например, черногорские митрополиты посещали Россию и получали от неё поддержку). Преемником Данило Негоша стал его племянник Савва. Когда умер соправитель Саввы, Василий III Петрович, власть в Черногории возглавил Степан Малый, выдававший себя за спасшегося Петра III и получивший поддержку от населения Черногории.
Во время правления Петра I Петровича, в 1785 году, произошло вторжение Махмуда Бушатлии в Черногорию, завершившееся победой черногорцев над войсками Бушатлии в битве при Крусах в 1796 году. При Петре I Черногория начала борьбу против влияния османского султана, которое в том числе включало попытки выхода к берегу Адриатического моря. Преемник Петра I, Пётр II Петрович, учредил Правительственный сенат, создал первые административные институты страны, ввёл налоговую систему. При Петре II продолжалось политическое сближение Черногории с Российской империей.

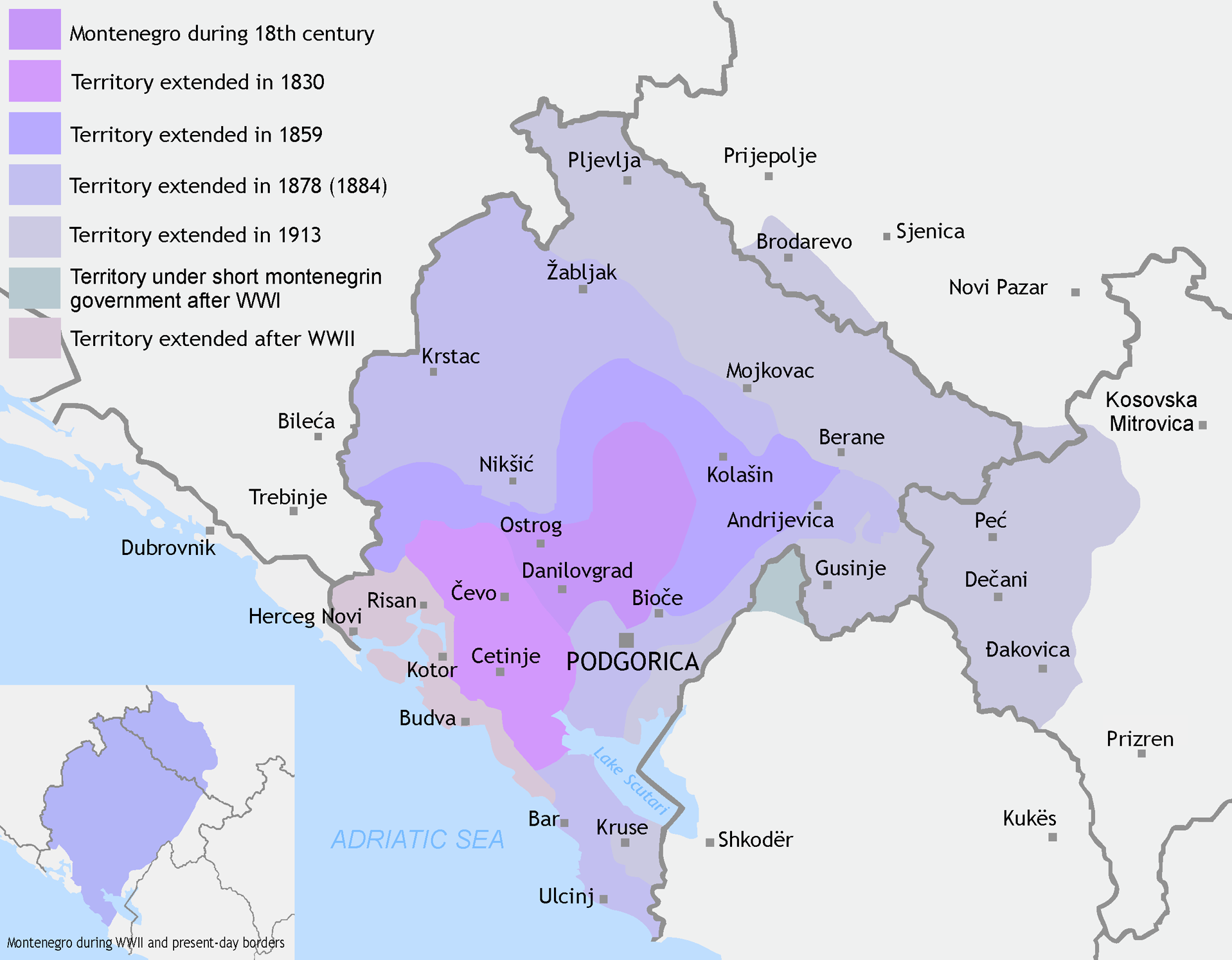
Территориальный рост Черногории в XIX—XX веках

В 1852 году Данило I Петрович был провозглашён князем Черногории, которая из теократического государства превратилась в светское. В это время произошла черногорско-турецкая война, закончившаяся победой княжества. В 1855 году был издан Законник, который объявлял всех жителей Черногории равными перед законом. После битвы под Граховецем в 1858 году была установлена турецко-черногорская граница. В 1876 году Черногория объявила войну Османской империи, чтобы поддержать национально-освободительное движение в Балканском регионе. По итогу Берлинского конгресса 1878 года суверенитет Черногории признавался мировым сообществом, и страна получала выход к водам Которского залива.
После Берлинского конгресса ускорилось социально-экономическое развитие Черногории (например, была создана национальная валюта ― черногорский перпер). При этом уровень жизни в стране был ниже, чем в остальной Европе, вследствие неразвитого хозяйства (на что влияли архаичные способы ведения животноводства и негативное отношение черногорцев к ремёслам и торговле).
В 1905 году была принята конституция Черногории, согласно которой страна становилась конституционной монархией во главе с князем и парламентом ― Скупщиной, в стране появлялись политические партии, у населения Черногории появлялись избирательные права, право на свободу слова, неприкосновенность жилья и пр. До 1910 года между партиями велась политическая борьба за места в Скупщине. В 1908 и 1909 годах произошли попытки вооружённых выступлений недовольных политикой князя Николы I, получившие названия «бомбовая афера» и «колашинская афера» соответственно и закончившиеся репрессиями против выступивших. В 1910 году Черногория была провозглашена королевством.

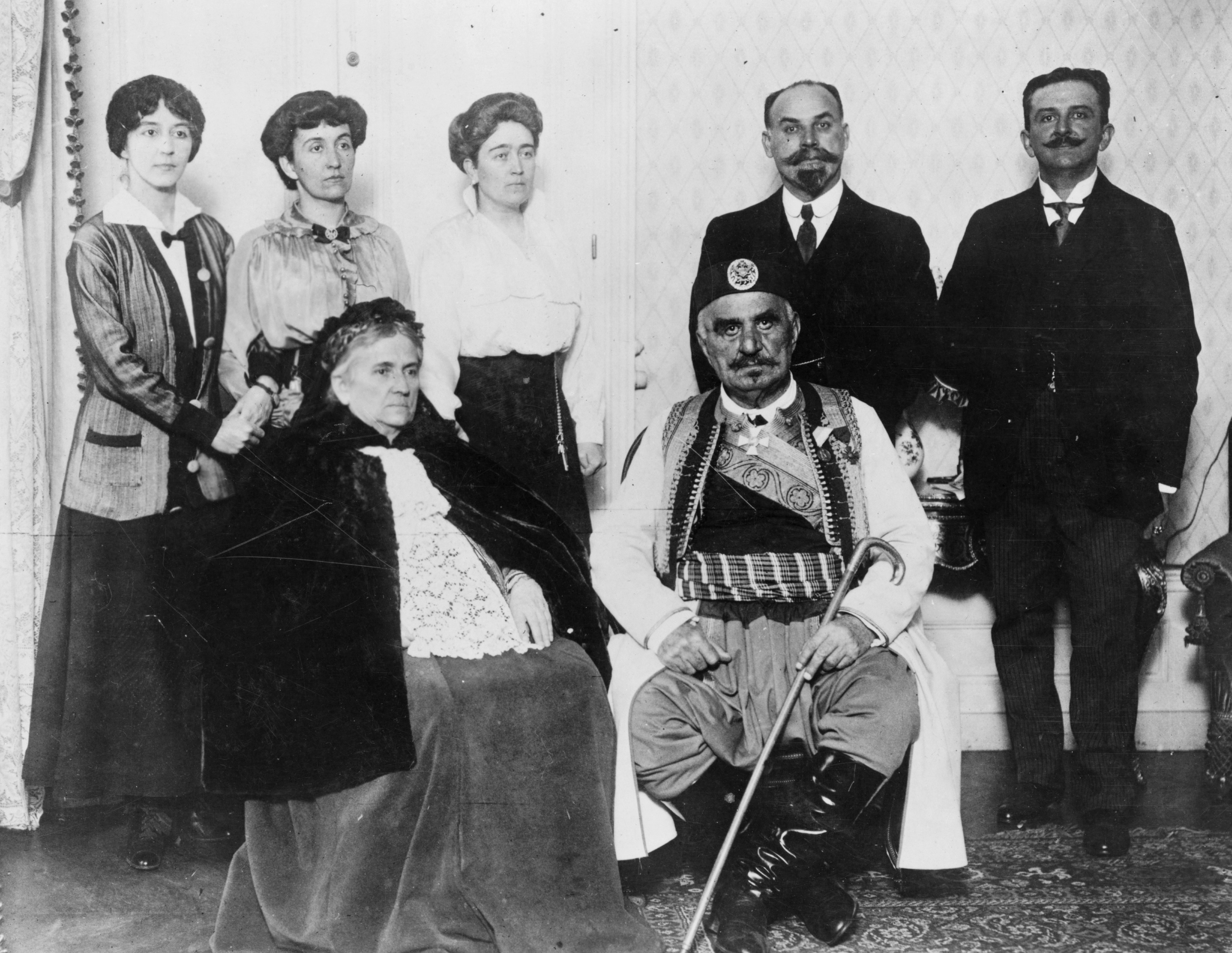
Король Никола I Петрович во Франции, 1916 год

### Новейшее время

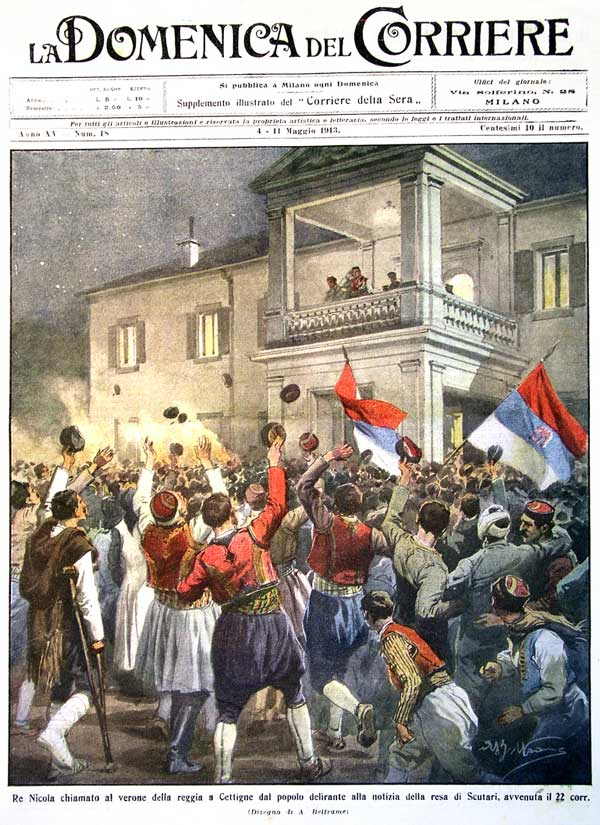
Первая Балканская война, 1913

Королевство Черногория участвовало в Балканских войнах (1912―1913 года), в результате чего к нему были присоединены новые территории, однако экономика страны была ослаблена военными действиями. В 1914 году Черногория вошла в Первую Мировую войну на стороне Антанты, но уже в 1916 году была оккупирована австро-венгерскими войсками. 26 ноября 1918 года Великая народная скупщина приняла решение о присоединении к Королевству сербов, хорватов и словенцев (с 1929 ― Королевство Югославия).
В апреле 1941 года территорию Черногории оккупировало Итальянское королевство: территория вокруг Которского залива была аннексирована, на остальной территории установлено оккупационное управление. После Второй Мировой войны Социалистическая Республика Черногория стала частью Югославии. В 1992―2006 годах Черногория входила в состав Союзной Республики Югославия (до 2003 года) и Государственного союза Сербии и Черногории.

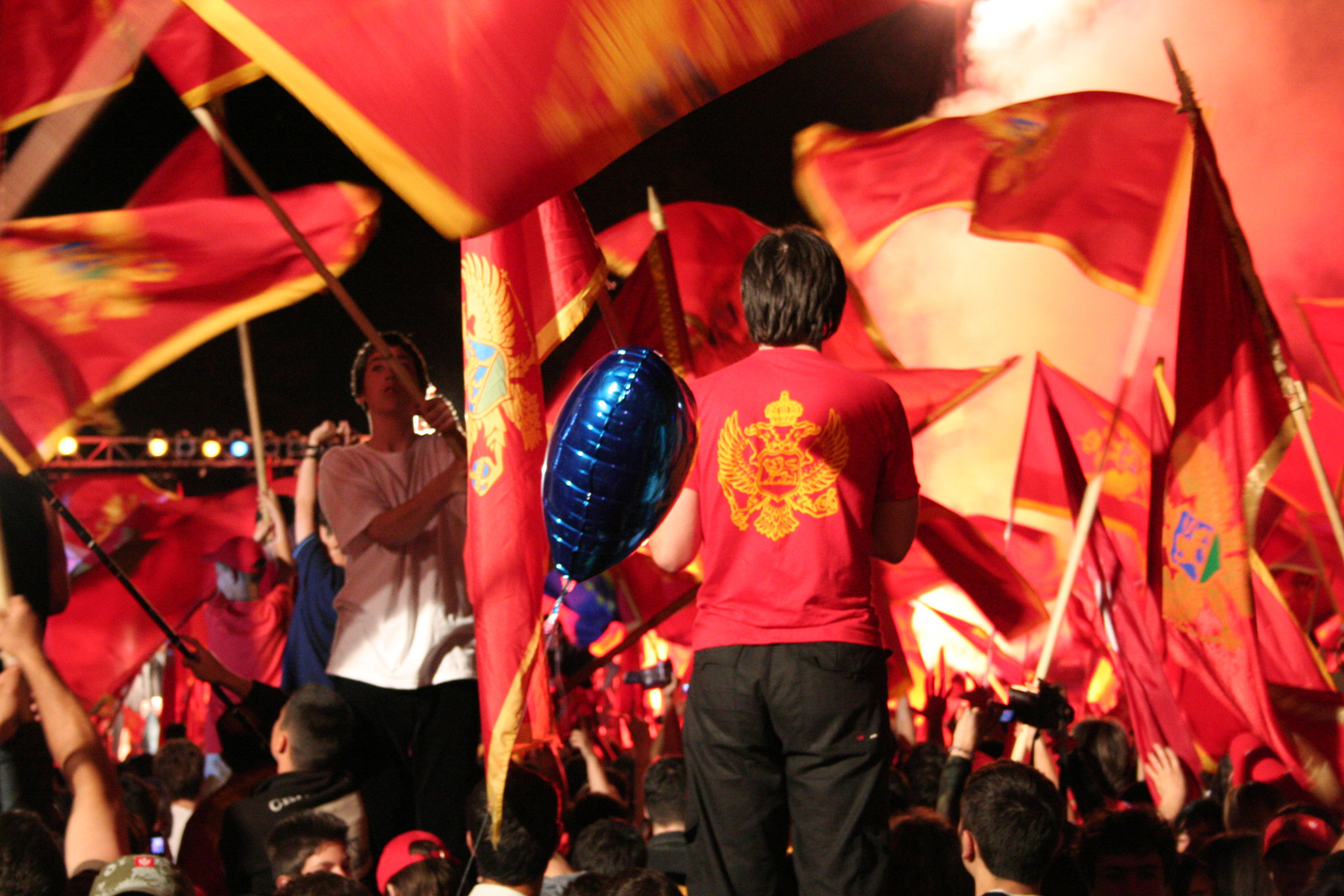
Сторонники независимости Черногории в июне 2006 г. в Цетине

21 мая 2006 года в Черногории прошёл референдум, на котором 55,5 % принявших участие проголосовали за создание суверенного государства; 3 июня 2006 года Скупщина Черногории провозгласила независимость страны, и 28 июня Черногория стала членом ООН. В 2007 году была принята конституция, утвердившая политическую систему страны, черногорский язык был объявлен государственным.
15 декабря 2008 года Черногория подала заявку о вступлении в Евросоюз, несмотря на территориальные претензии к Черногории со стороны Боснии и Герцеговины по поводу деревни Суторина, решённые только 26 августа 2015 года. С 2010 года Черногория ― кандидат в члены ЕС. В 2016 году страна вступила в НАТО.
16 октября 2016 года (день проведения выборов в Скупщину) правоохранительные органы Черногории сообщили о задержании 20 террористов. По заявлению правоохранительных органов, группа из почти 500 человек должна была провести государственный переворот, который включал бы в себя в том числе убийство премьер-министра страны Мило Джукановича.

## Государственно-политическое устройство
20 октября 2007 года была принята Конституция Черногории. В соответствии с первой статьёй Конституции, Черногория является свободным, демократическим, экологичным государством социальной справедливости, основанным на принципах верховенства закона. Согласно Economist Intelligence Unit страна в 2018 была классифицирована по индексу демократии как гибридный режим.

### Политическое устройство
Черногория — парламентская республика. Согласно конституции власть разделена на законодательную, исполнительную и судебную. Президент формально не входит в систему разделения властей.
Законодательная власть принадлежит Скупщине — парламенту страны, а исполнительная власть — президенту и правительству Черногории — Владе. Все эти властные структуры находятся в столице.

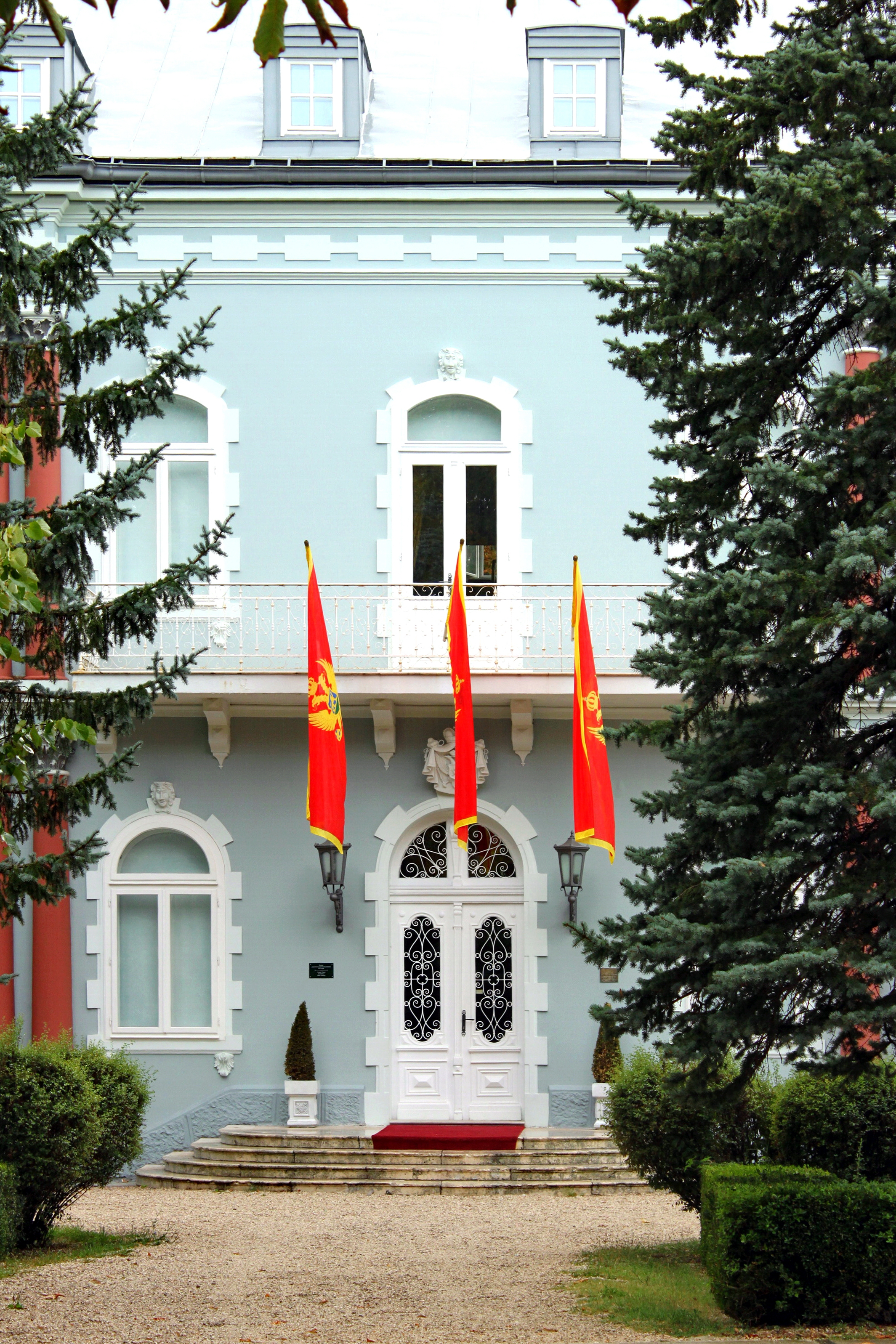
Голубой дворец, резиденция президента страны

Президент избирается на пятилетний срок в ходе всеобщего прямого тайного голосования. С 22 мая 2003 года по 22 мая 2018 пост президента Черногории занимал Филип Вуянович. С 20 мая 2018 года по 20 мая 2023 года пост президента занимал Мило Джуканович. 20 мая 2023 года в должность президента вступил Яков Милатович.
Скупщина (черног. Скупштина Црна Горе) — однопалатный парламент страны, состоит из 81 депутата. Депутаты избираются всенародным голосованием сроком на 4 года. Выборы проходят по пропорциональной системе. Избираются 76 депутатов плюс 5 албанских представителей выдвигаются от албанского меньшинства.
Исполнительную власть осуществляет Правительство (черног. Влада Црна Горе). Состав правительства утверждается Скупщиной по предложению премьер-министра.
Судебная система двухуровневая. Верховный суд Черногории обеспечивает единство правоприменительной практики на всей территории республики.
Помимо двухуровневой судебной системы существует также Конституционный суд.

### Внешняя политика
После провозглашения независимости в 2006 году Черногория установила дипломатические отношения со 181 государствами — членами ООН, а также частично признанными Палестиной, Косовом и Мальтийским орденом.
В 2010 Черногория получила официальный статус страны-кандидата в ЕС. С тех пор страна приводит своё законодательство в соответствии с законодательством Евросоюза. По состоянию на 2024 год из всех стран-кандидатов в ЕС Черногория ближе всего продвинулась ко вступлению. В конце марта 2014 года Черногория, имея статус официального кандидата на вступление в ЕС, объявила о присоединении к санкциям против России. 2 июня 2016 года Черногория дополнительно ввела санкции против 149 граждан России и Украины.
Руководство Черногории также взяло курс на сближение с НАТО. С этой целью представители Черногории и НАТО подписали в мае 2016 года протокол о вступлении страны в блок. После подписания данного протокола Черногория получила статус наблюдателя на всех заседаниях НАТО. К 12 мая 2017 года все страны-члены НАТО ратифицировали протокол о вступлении Черногории в альянс. 5 июня 2017 года в здании Государственного департамента США в Вашингтоне прошла официальная церемония присоединения Черногории к альянсу.

### Политические партии
По результатам парламентских выборов 11 июня 2023 года в скупщине Черногории представлены:
- Движение «Европа сейчас!» — 22 места
- Демократическая партия социалистов Черногории — 17 мест
- «Новая сербская демократия» — 9 мест
- «Демократическая Черногория» — 7 мест
- Боснякская партия[англ.] — 6 мест
- «Демократическая народная партия[англ.]» — 4 места
- «Объединённое реформистское действие[англ.]» — 4 места
- «Социал-демократы Черногории[англ.]» — 3 места
- Социалистическая народная партия Черногории — 2 места
- «Албанская альтернатива[англ.]» — 1 место
- «Демократическая лига албанцев[алб.]» — 1 место
- «Демократический союз албанцев[англ.]» — 1 место
- «Новая демократическая сила[англ.]» — 1 место
- «Объединённая Черногория» — 1 место
- «Хорватская гражданская инициатива[англ.]» — 1 место
- «Цивис[англ.]» — 1 место

## Административное деление
Территория Черногории разделена на 25 общин (черног. opština). Общины названы по названиям их центральных городов:
1. Подгорица — столица (черног. Glavni Grad Podgorica)

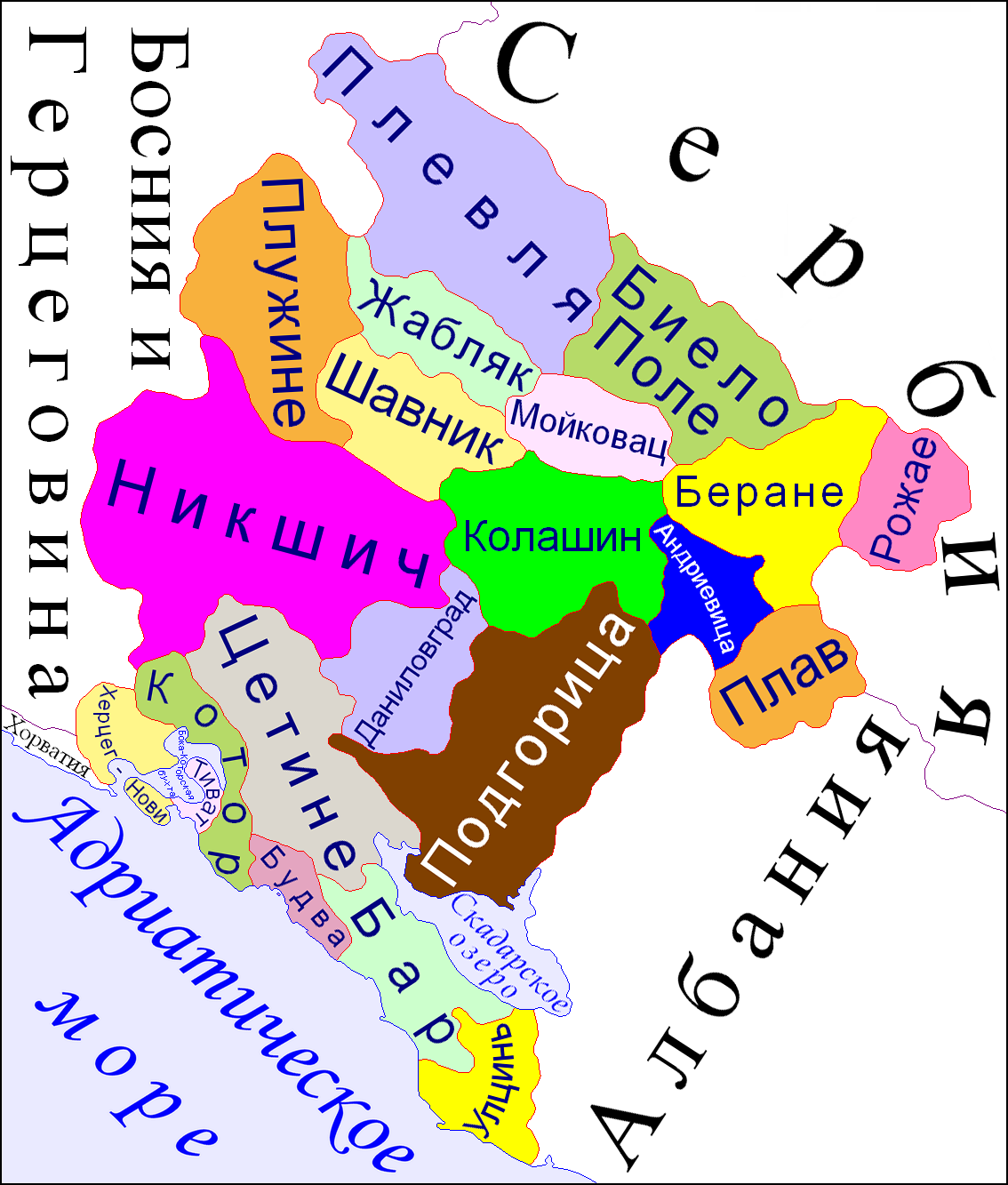
Административное деление Черногории

2. Цетине — королевская столица (черног. Prijestonica Cetinje)
3. Андриевица (черног. Andrijevica)
4. Бар (черног. Bar)
5. Беране (черног. Berane)
6. Биело-Поле (черног. Bijelo Polje)
7. Будва (черног. Budva)
8. Гусине (черног. Gusinje)
9. Даниловград (черног. Danilovgrad)
10. Жабляк (черног. Žabljak)
11. Зета[34] (черног. Zeta), (центральный город - Голубовци)
12. Котор (черног. Kotor)
13. Колашин (черног. Kolašin)
14. Мойковац (черног. Mojkovac)
15. Никшич (черног. Nikšić)
16. Петница (черног. Petnjica)
17. Плав (черног. Plav)
18. Плужине (черног. Plužine)
19. Плевля (черног. Pljevlja)
20. Рожае (черног. Rožaje)
21. Тиват (черног. Tivat)
22. Тузи (черног. Tuzi)
23. Улцинь (черног. Ulcinj)
24. Херцег-Нови (черног. Herceg Novi)
25. Шавник (черног. Šavnik)

## Население

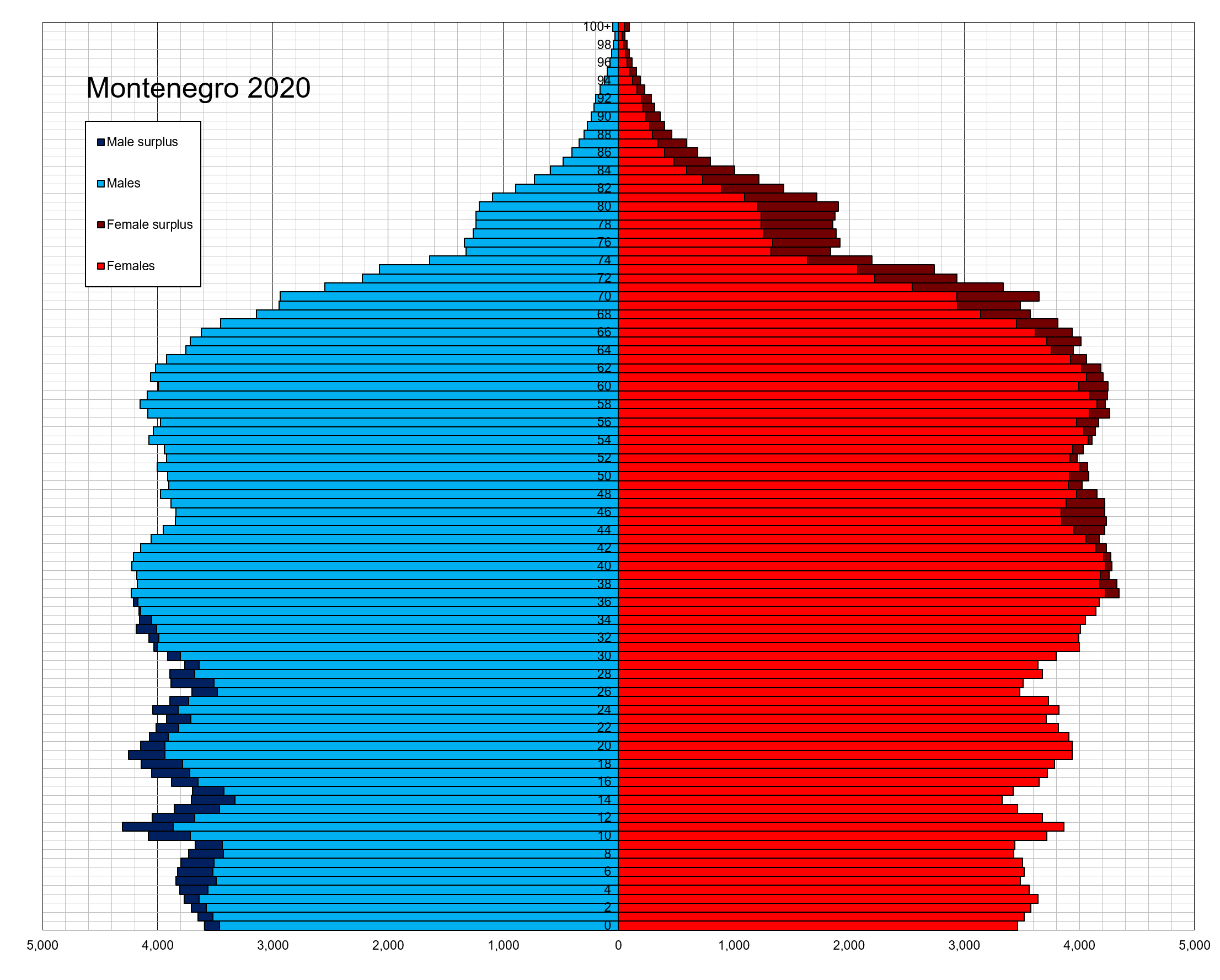
Возрастно-половая пирамида населения Черногории на 2020 год

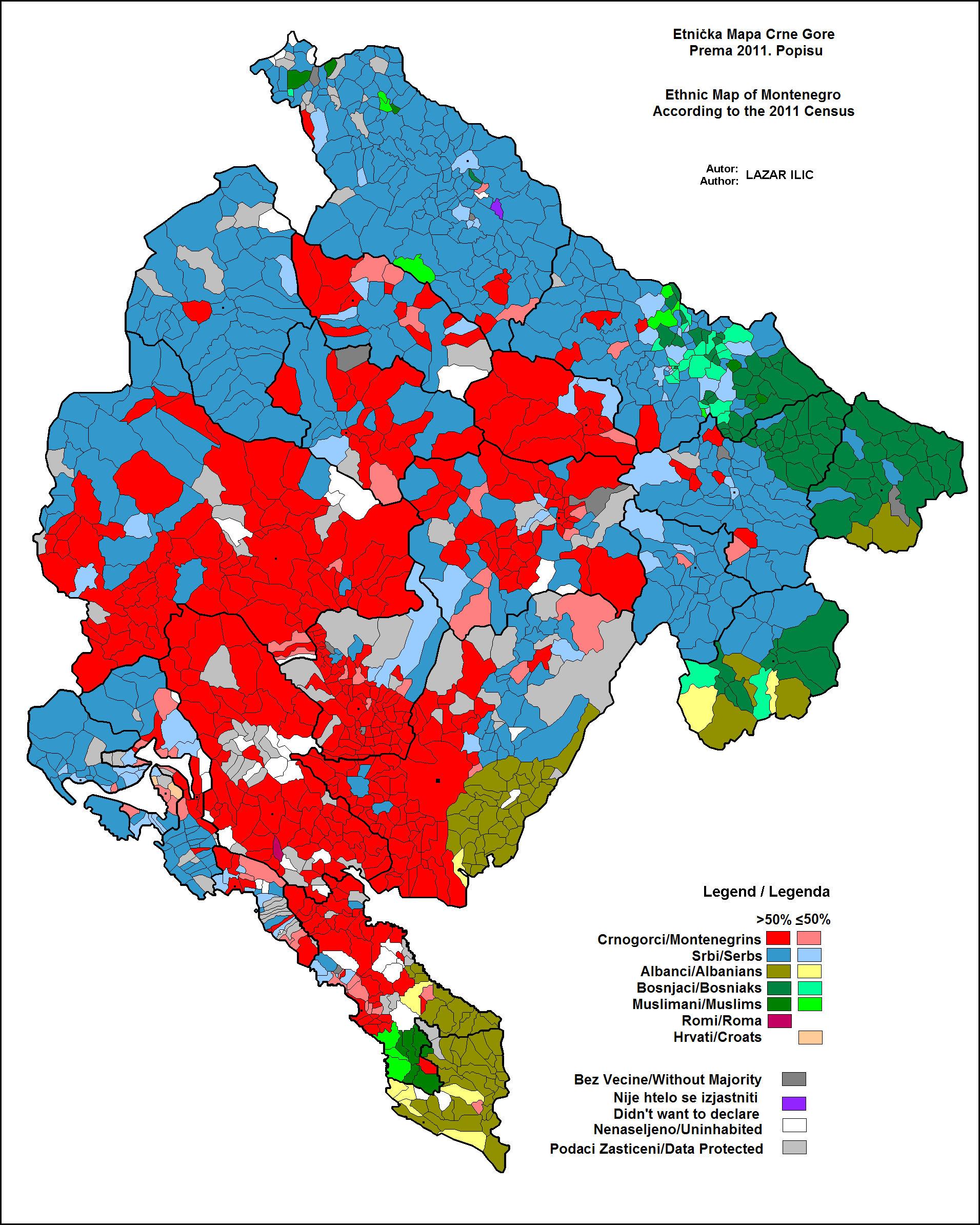
Этнический состав, 2011

### Перепись 2023 года

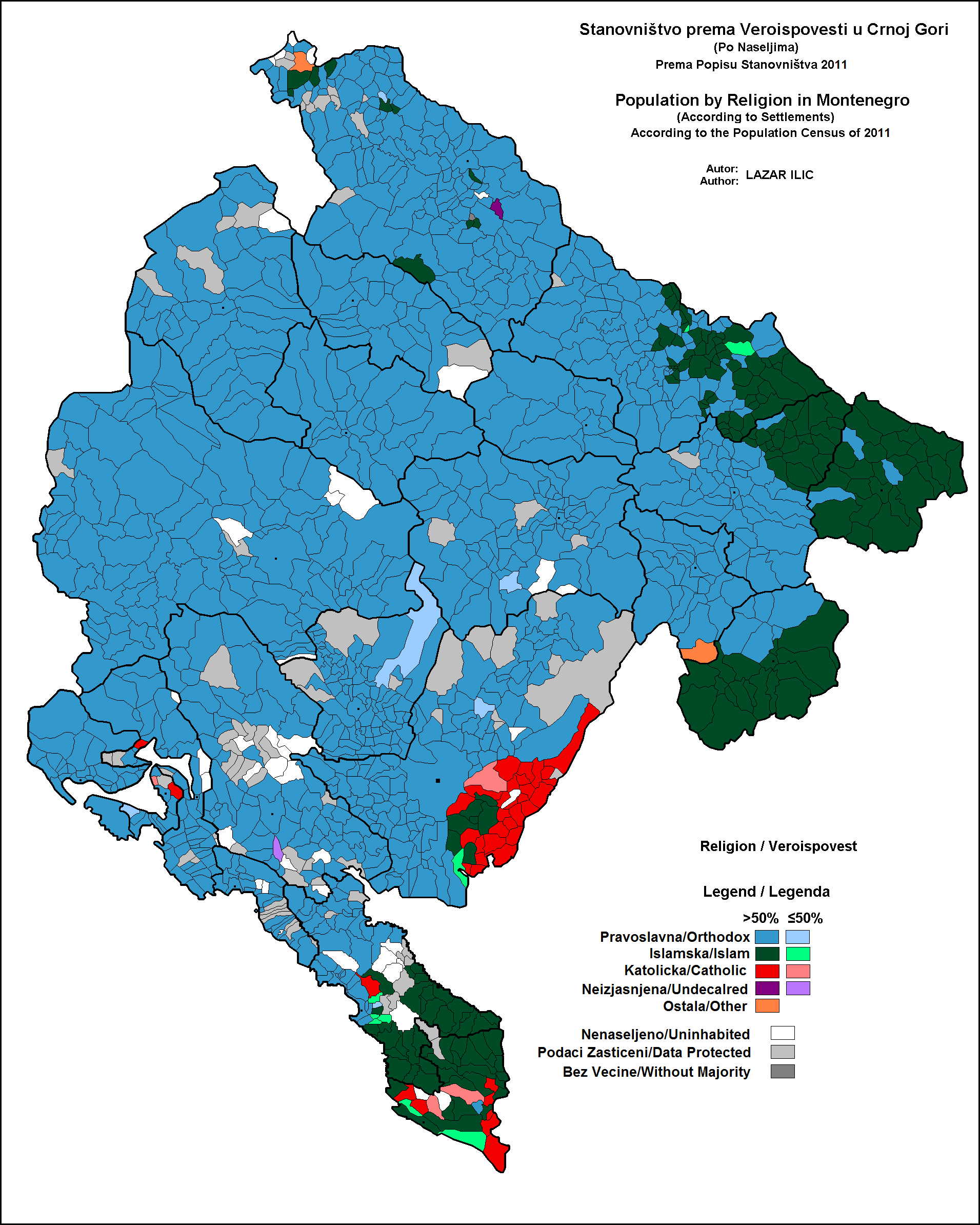
Религиозный состав, 2011

По данным переписи 2023 года, было учтено 623 633 жителей.
Национальный состав населения:
- черногорцы — 41,12 % от всего учтённого населения;
- сербы — 32,93 % от всего учтённого населения;
- босняки (боснийцы) — 9,45 % от всего учтённого населения;
- албанцы — 4,97 % от всего учтённого населения;
- русские  — 2,06 % от всего учтённого населения;
- мусульмане (черног. муслимани) — 1,63 % от всего учтённого населения;
- цыгане — 0,9 % от всего учтённого населения;
- хорваты — 0,83 % от всего учтённого населения;
- украинцы — 0,50 % от всего учтённого населения;
- другие — 2,73 % от всего учтённого населения;
- не указали — 2,88 % от всего учтённого населения.

Родной язык:
- сербский язык — 43,18 % от всего учтённого населения;
- черногорский язык — 34,52 % от всего учтённого населения;
- боснийский язык (босанский/боснякский) — 6,97 % от всего учтённого населения;
- албанский язык — 5,25 % от всего учтённого населения;
- русский язык — 2,36 % от всего учтённого населения;
- сербско-хорватский язык — 2,08 % от всего учтённого населения;
- цыганский язык — 0,75 % от всего учтённого населения;
- другие языки — 3,18 % от всего учтённого населения;
- не указали — 1,71 %.

Особенностью Черногории является дуализм национального самосознания. Черногорцев роднит с сербами язык (черногорский язык большинство населения считает диалектом сербского, см. результаты опроса по родному языку), религия (православное христианство в виде единой Сербской православной церкви) и общие вехи истории. Около половины респондентов, упомянутых в результатах переписи 2003 года как черногорцы, в анкетах писали «черногорец, серб» или «серб-черногорец».

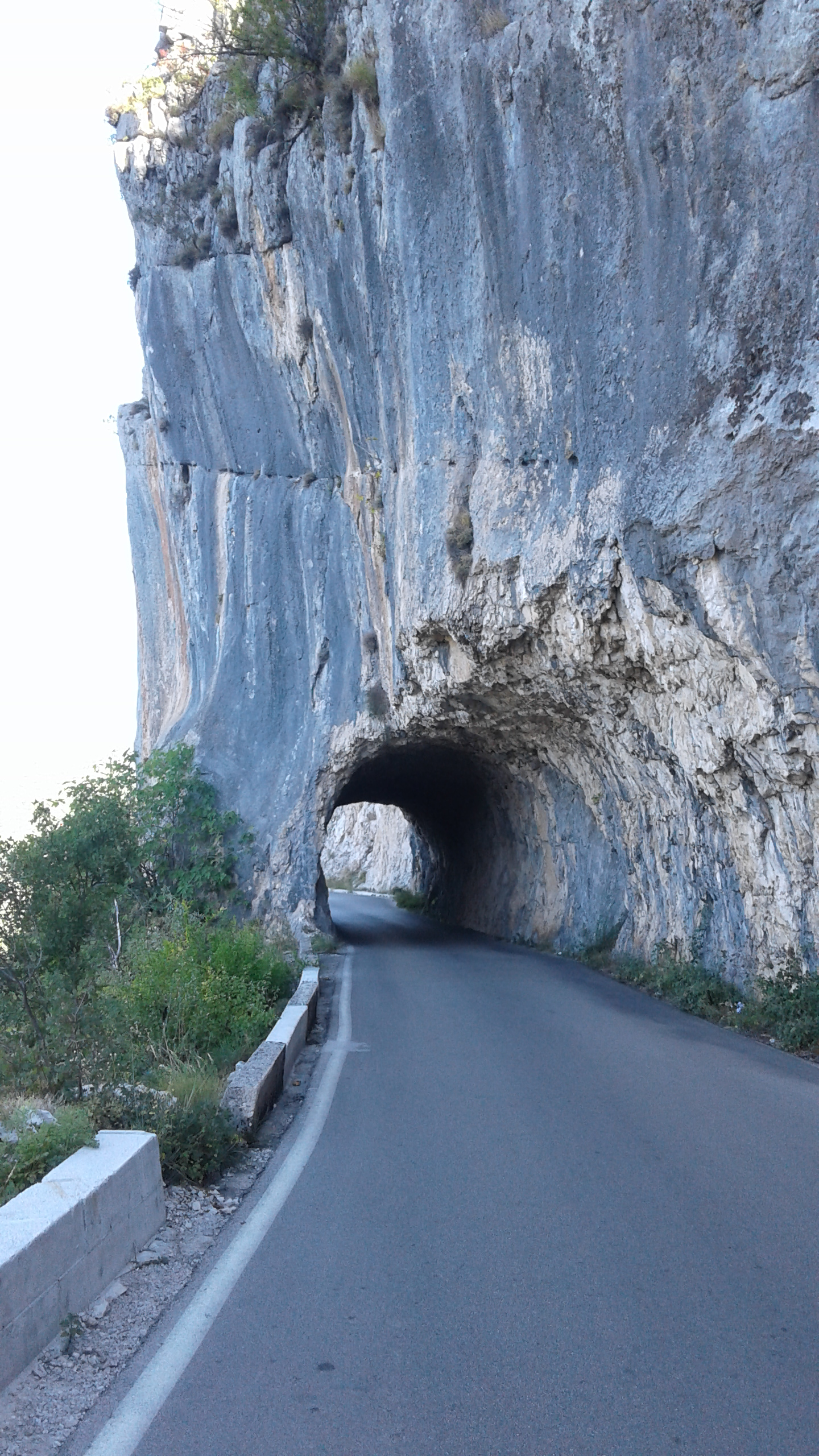
Тоннель на горной дороге к Острожскому монастырю.

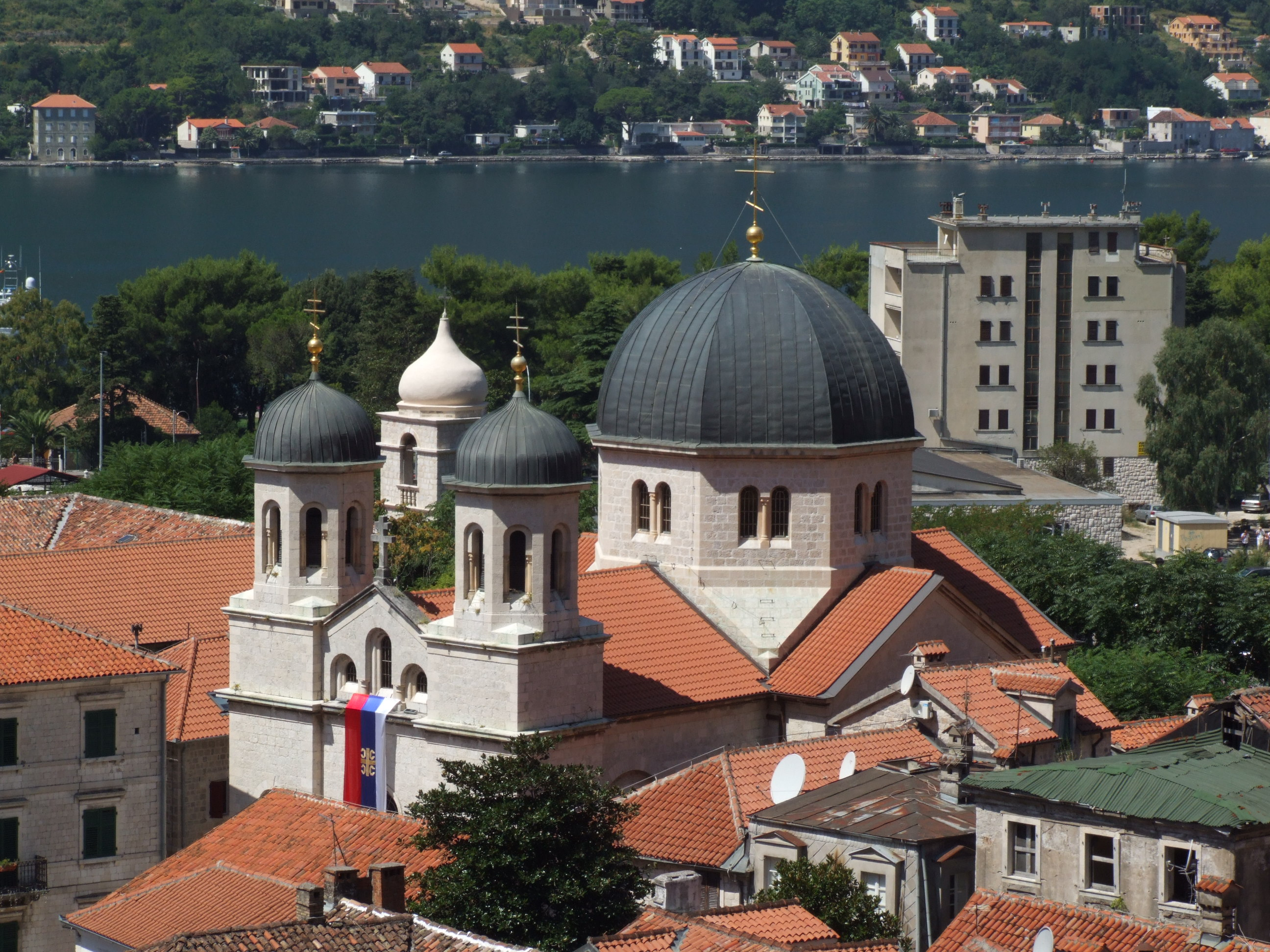
Сербская православная церковь, Котор
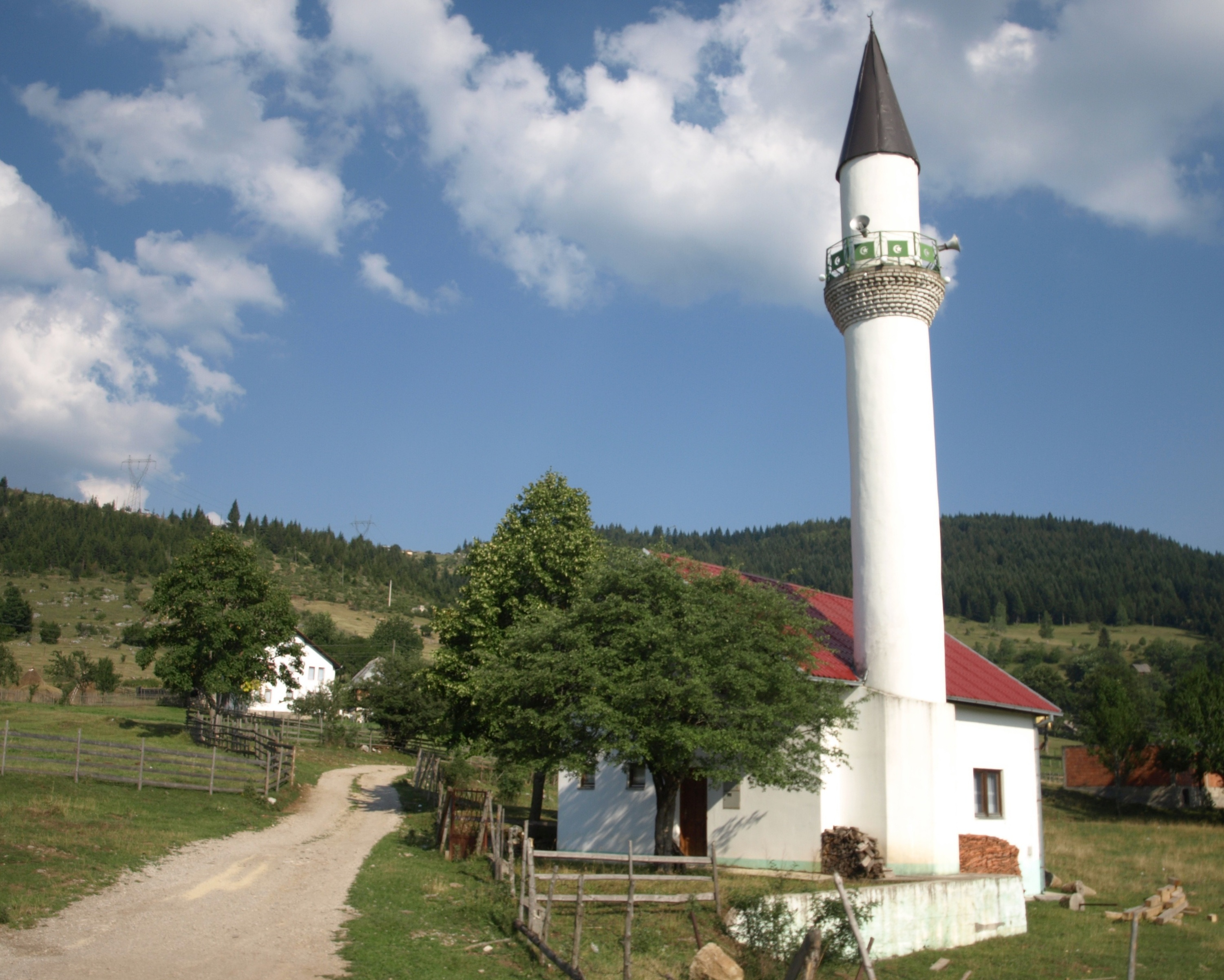
Мечеть

Религия:
- христиане — 74,94 % (от указавших религиозную принадлежность), в том числе:
  - православные — около 71,10 %;
  - католики — 3,27 %;
- мусульмане (главным образом сунниты ханафитского мазхаба) — 19,99 %;
- последователи других религий — 1,27 %;
- не относят себя ни к одной религии — около 2,69 %.

## Экономика и финансы
Преимущества. Успешно перешла к стабильной рыночной экономике. Низкая инфляция (0,9 %). Относительно высокие темпы экономического роста (выше среднего по Европе), и низкий государственный долг (ниже среднего по Европе). Ещё относительно дешёвая, и хорошо образованная, в сравнении со странами Европы, рабочая сила. В условиях резкого падения уровня безработицы и усиления дефицита рабочей силы, рост заработной платы по состоянию на 2019 год не сдерживается замедлением темпов экономического роста.
Слабые стороны. Скудная сырьевая база. Сильная коррупция. Медленно продвигающиеся рыночные реформы. Малый объём инвестиций в инфраструктуру и НИОКР. Самая большая проблема, присущая также другим относительно бедным странам Европы, — увеличивающийся с каждым годом дефицит трудоспособной рабочей силы, и рост количества пенсионеров, в связи с низкой рождаемостью и высокой эмиграцией населения в другие, более богатые, страны мира.

### Общее состояние, основные показатели
Объём ВВП по ППС Черногории за 2014 год составил 9,423 миллиарда долл. США — 151 место в мире (около 15 100 долл. США на душу населения — 103 место в мире). Темпы экономического роста, зафиксированные в 2014 году, — около 1,5 % (166 место в мире). Доходная часть государственного бюджета за 2014 год — 1,56 млрд долл. США, расходная — 1,63 млрд долл. США, дефицит бюджета — 1,5 % от ВВП.
Денежная единица — евро. Однако, не будучи членом еврозоны, страна не имеет права эмитировать евро и вынуждена довольствоваться денежными средствами, поступающими из-за границы (в частности, от иностранных туристов).

Черногория не входит в Европейский Союз, но использует евро без договорённости

По итогам 2014 года зафиксирована дефляция — 0,7 %.
Характер экономики — рыночный. В объёме ВВП доля промышленного производства на 2013 год составляет 21,2 %, сферы услуг — 70,5 %, сельского хозяйства — 8,3 %. При этом в промышленности занято 17,9 %, в сельском хозяйстве — 5,3 % и в сфере услуг — 76,8 % работающего населения. Общая численность трудоспособного населения — 263 200 человек (164 место в мире), уровень безработицы — 18,5 % (162 место в мире). Индекс Кейтца (соотношение между минимальной и средней заработной платы в стране) с июля 2021 года составляет (средняя 530 евро и минимальная 250 евро) около 47 %. С 1 января 2022 года минимальный размер оплаты труда составляет 567,54 € (брутто) и 450 € (нетто). По состоянию на сентябрь 2024 года средний размер оплаты труда в Черногории составляет 1102 € (брутто) и 877 € (нетто) в месяц.

### Промышленность
На 2013 год доля промышленного производства в структуре ВВП составляла 21,2 %, более двух третей этого объёма приходится на металлургию. При этом число занятых в промышленности меньше — 17,9 % трудоспособного населения. Темпы роста выше, чем по экономике в целом — около 4,5 % на 2013 год.
Традиционно основу экономики Черногории составляли чёрная металлургия (центр — Никшич), переработка алюминия (Подгорица), электротехническая промышленность (Цетинье), текстильная промышленность (Биело Поле), судостроение и судоремонт (Биела, Бар), лёгкая и пищевая промышленность (Никшич, Бар), деревообработка (Рожае, Беране, Плевля, Никшич). Также промышленная деятельность связана с выращиванием табака и добычей соли.

### Сельское хозяйство и туризм
Основными сельскохозяйственными культурами являются зерновые, картофель, табак, виноград, цитрусовые, маслины и инжир.
Во времена Югославии Черногория была дотационной республикой федерации. В значительной мере экономика страны была расшатана войнами начала 1990-х годов, в которых Черногория выступала на стороне Сербии, и последовавшей затем изоляции «малой» Югославии. Несмотря на это, к началу 2000-х годов Черногория смогла найти себя на международной арене, став привлекательным объектом туризма, как летнего, так и зимнего; с тех пор в стране ежегодно наблюдается значительный экономический рост. В 2014 году доход страны от туризма составил 20 % ВВП. Эксперты прогнозируют рост ежегодных доходов на 7,7 % в течение следующих 10 лет. Весьма популярны международные курорты в городах Херцег-Нови, Будва, Бечичи, Петровац, а также исторические и природные достопримечательности — город Котор на берегу Которского залива, бывшая столица Цетине, Скадарское озеро, гора Ловчен, высокогорный монастырь Острог, каньон реки Тара (самый большой в Европе и второй в мире: его глубина достигает 1300 м), национальный парк Дурмитор и его горнолыжный курорт Жабляк (1465 метров над уровнем моря, это самый высокогорный город на Балканах). Политика государства нацелена на всестороннее развитие туристической сферы, ей отдан приоритет перед промышленностью и сельским хозяйством. Об этом, в частности, говорит провозглашение Черногории «экологичным государством».

### Внешняя торговля
Объём внешней торговли на 2014 год — 2806 млн долларов.
- Экспорт: алюминий, суда, транспортные средства, продукты питания и вина[52].
- Импорт: топливо, машины и оборудование, потребительские товары[53].

Географическое распределение внешней торговли Черногории (на 2014 год):
- Страны ЕС — 44,0 % (1238 млн долларов);
- Страны Африки — 14 % (0,5 млрд долларов);
- Китай — 6,4 % (179 млн долларов);
- Турция — 2,0 % (55 млн долларов);
- Страны Америки — 1,9 % (53 млн долларов);
- Россия — 0,3 % (10 млн долларов).

## Культура

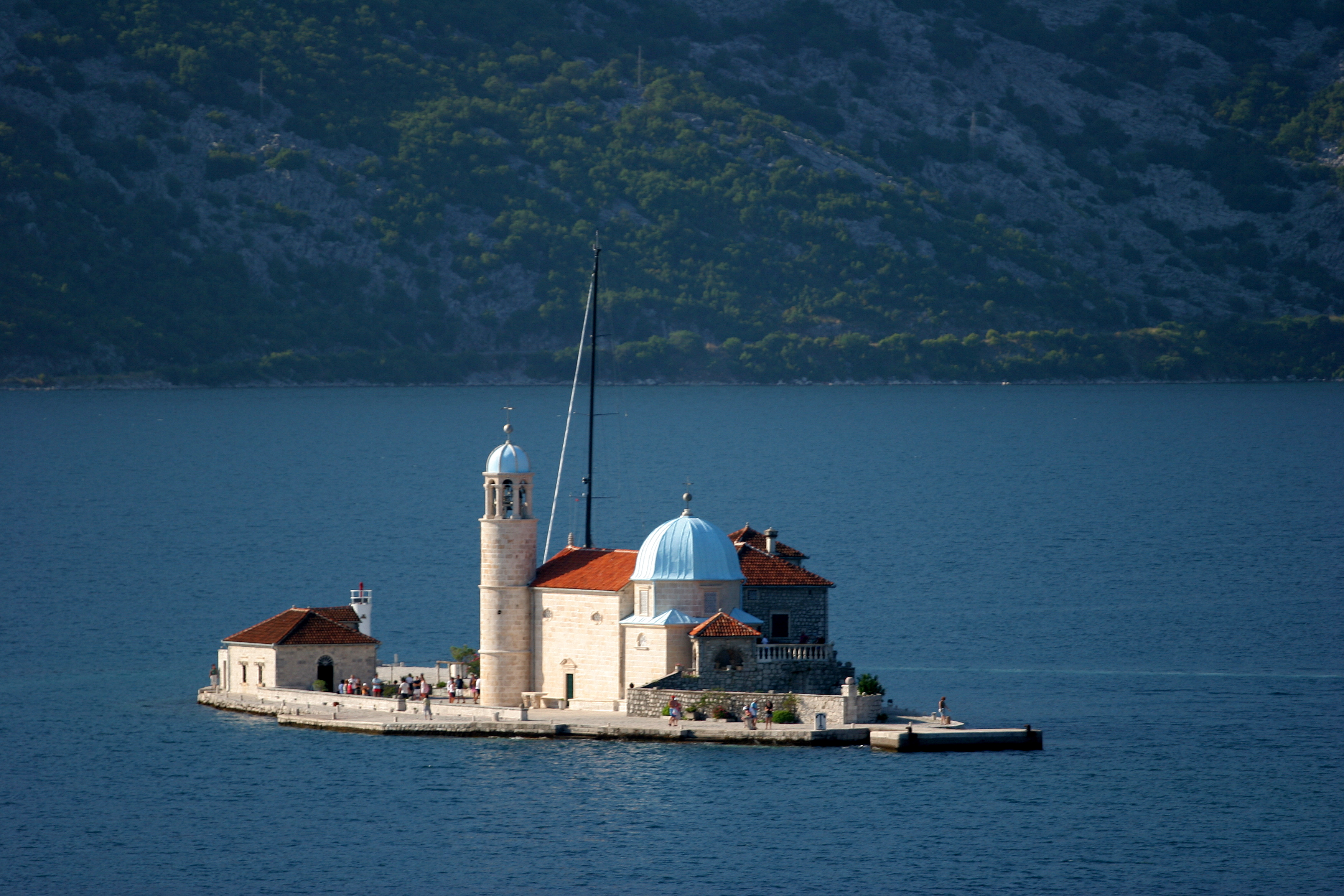
Остров Госпа-од-Шкрпьела

### Архитектура
В Черногории есть ряд значительных культурных и исторических достопримечательностей, в том числе памятники дороманского периода, романского искусства, готики и барокко.
Черногорский прибрежный регион особенно известен своими культовыми памятниками, в том числе собором Святого Трифона, базиликой Святого Луки, собором Святого Иоанна Крестителя в Будве, храмом Богоматери на скале (Шкрпела), монастырем Савина, Цетинским монастырем и другими.
Этот район, который иногда называют Венецианской Черногорией или Венецианской Албанией, полон венецианской архитектуры, в основном это Каттаро (Котор) и Перасто (Пераст): древний город Котор внесён в список всемирного наследия ЮНЕСКО.
Византийское влияние в архитектуре и религиозном искусстве особенно заметно во внутренней части страны.
Большая часть архитектуры Черногории — византийская, латинская или венецианская (готическая, романская, барокко) и османская.

### Литература

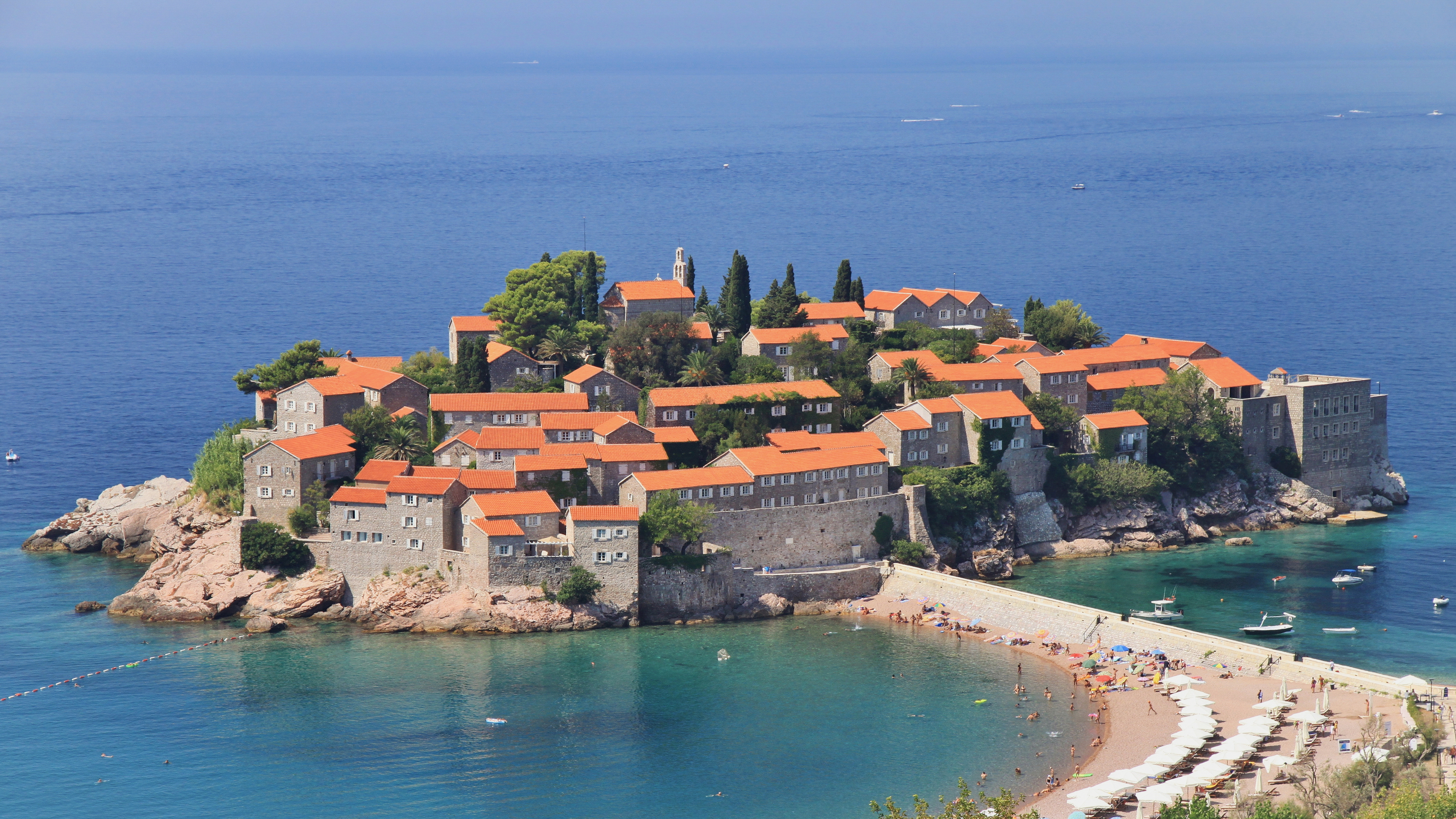
Свети-Стефан

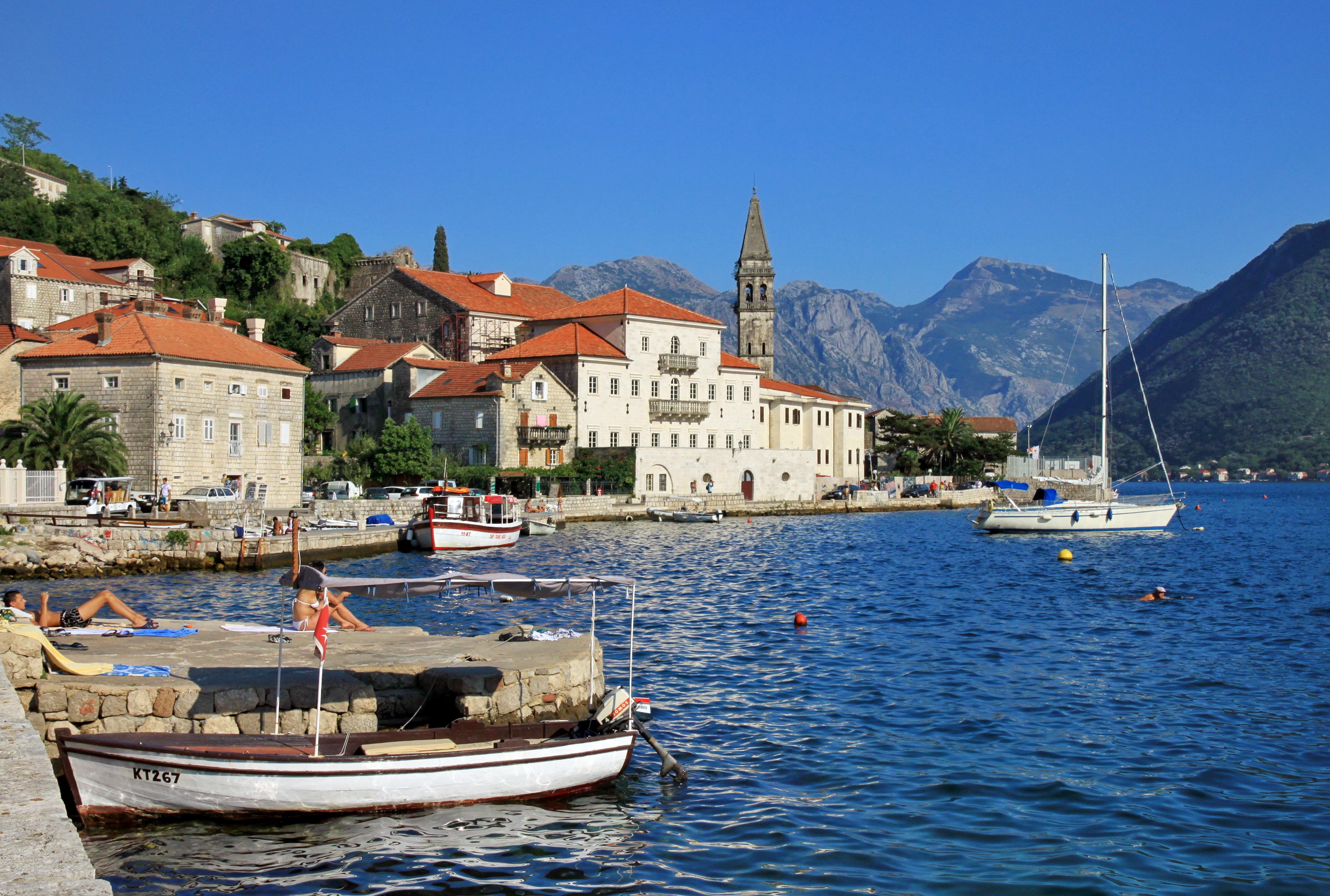
Которский залив

### В культуре
- Лорд Джордж Байрон писал о Черногории:

«В момент рождения нашей планеты, самая прекрасная из встреч земли и моря произошла в Черногории… Когда сеялись жемчужины природы, на эту землю пришлась целая пригоршня…»
- У Пушкина (в его стихотворном переводе отрывков из Гузлы Мериме) черногорцы упоминаются следующим образом:

Черногорцы? Что такое?

Бонапарте вопросил.

Правда ль это племя злое

Не боится наших сил?
- Также Владимир Высоцкий писал:

Мне одного рожденья мало,

расти бы мне из двух корней,

Жаль, Черногория не стала

второю родиной моей.
(Памятник Высоцкому В. С. установлен в Подгорице возле моста Миллениум. На нём выбиты эти строки стихотворения на двух языках)
- В Черногории происходит действие российского приключенческого фильма «Граф Монтенегро»
- Детектив Ниро Вульф, герой многочисленных произведений Рекса Стаута, родом из Черногории.
- Часть сюжета фильма «Казино Рояль» происходит в Черногории, в частности турнир по покеру проводится в вымышленном казино в отеле Splendin (отель существует и находится в прибрежном населенном пункте Бечичи, в пригороде Будвы). На самом деле съёмки на территории Черногории не проводились, а основные сцены снимались в Карловых Варах (Чехия)[54] .

## Транспорт и связь

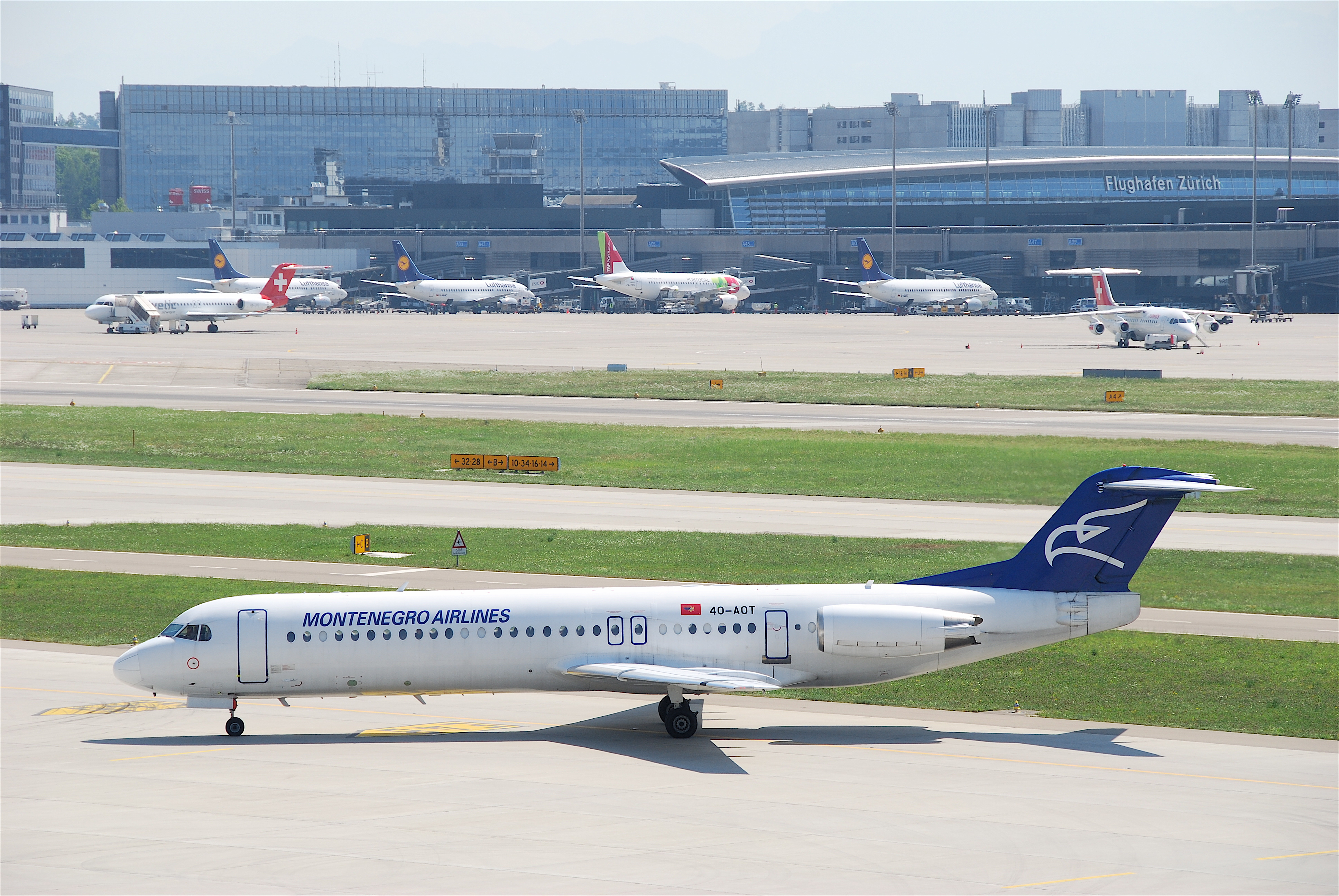
Fokker 100 Montenegro Airlines

Железная дорога имеет два основных направления: на север — из Подгорицы до сербского Белграда и Никшича, а на юг — от Подгорицы до Бара.
Городской транспорт в Черногории развит. Автобусное сообщение регулярное по расписанию. В крупных городах есть автовокзалы с расписанием и залами ожидания. Местное население активно пользуется услугами такси.
В стране есть два международных аэропорта. Аэропорт Подгорица направлен в основном на регулярные рейсы, а Тиват — на чартерные. Национальный авиаперевозчик Черногории Air Montenegro выполняет рейсы в города Европы.
Действуют три сотовых оператора: m:tel, Crnogorski telekom (входит в группу компаний T-Mobile) и OneOne (Черногория) (ранее называлась Telenor и ProMonte).

## Спорт
Проходят различные соревнования по многим видам спорта. В футболе проводятся чемпионаты в нескольких лигах. С летних Олимпийских игр 2008 года в Пекине Черногория выступает отдельной сборной. В 2012 году в Лондоне первую в истории независимой Черногории олимпийскую награду принесла стране женская сборная по гандболу, выиграв серебро.

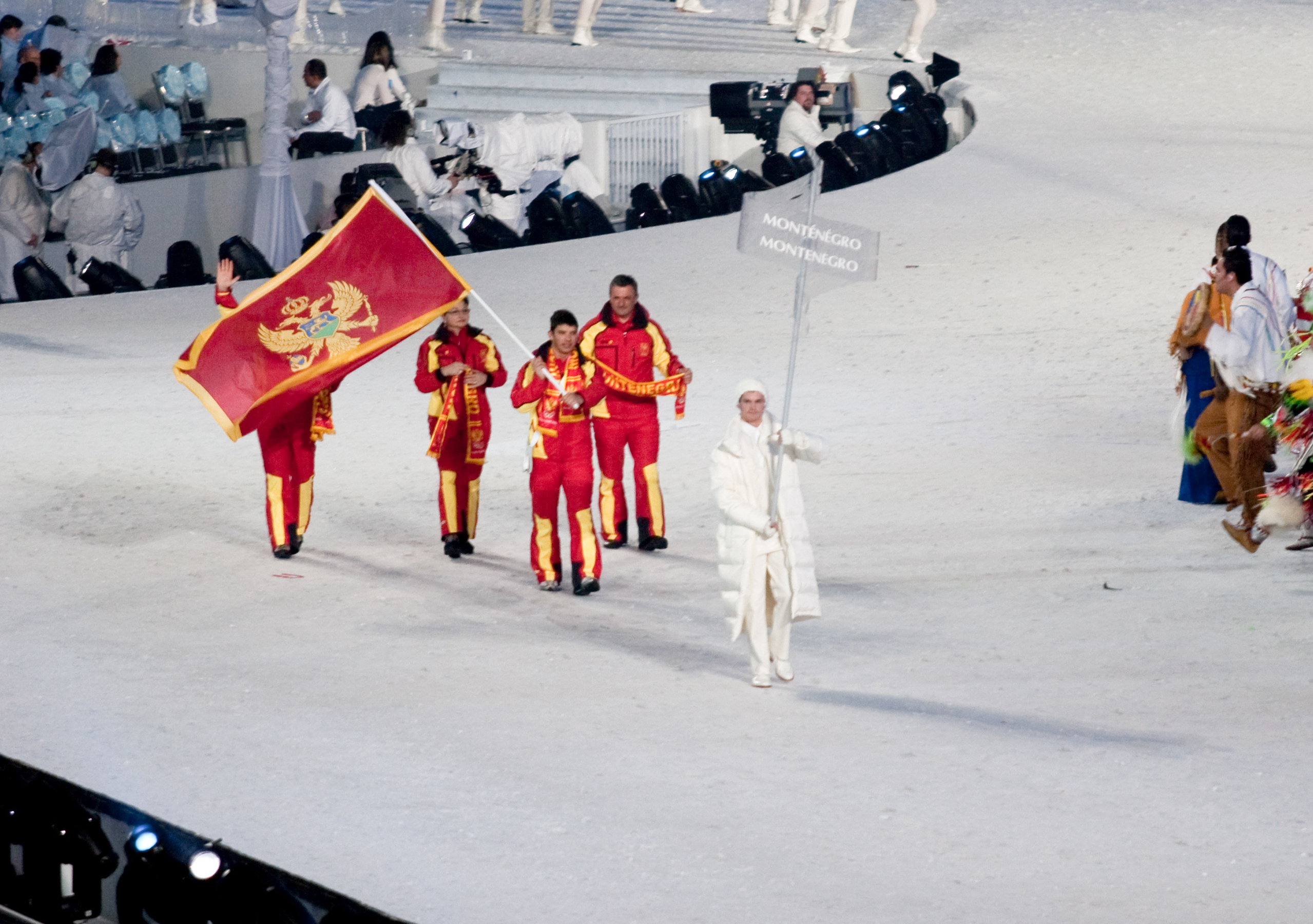
Черногория на Зимних олимпийских играх в 2010
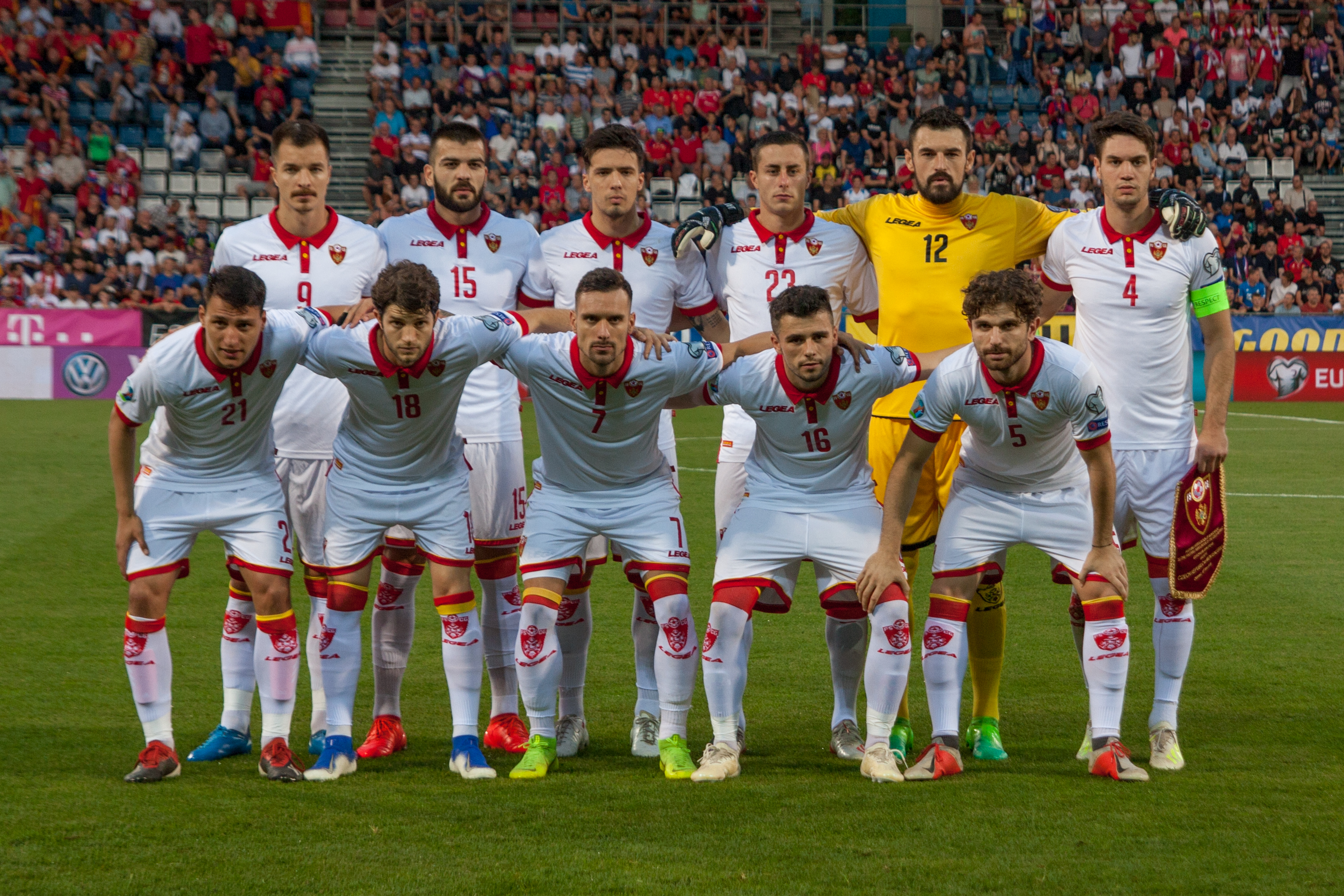
Состав игроков сборной Черногории по футболу на отборочном раунде ЕВРО-2020